# Dalkurd FF
Dalkurd FF – szwedzki klub piłkarski, założony w 2004 w 40–tysięcznym Borlänge w Dalarna jako metoda socjalizowania trudnej młodzieży kurdyjskiej. Klub rozpoczynał zmagania od występów w ramach siódmej ligi, stopniowo awansując. Za awans w 2010 awansowali do trzeciej ligi, otrzymali krajową nagrodę sportową za osiągnięcie roku. 28 października 2017 klub awansował do szwedzkiej ekstraklsy Allsvenskan. Klub jest uznawany za nieoficjalną reprezentację Kurdystanu.

## Skład
Stan na 12 sierpnia 2018
| Nr | Poz. | Piłkarz                                |
| -- | ---- | -------------------------------------- |
| 1  | BR   | Sixten Mohlin (wypożyczony z Malmö FF) |
| 2  | PO   | Henrik Löfkvist                        |
| 3  | OB   | Kebba Ceesay                           |
| 4  | OB   | Alex DeJohn                            |
| 5  | PO   | Rewan Amin                             |
| 6  | PO   | Robin Tranberg                         |
| 7  | PO   | Rawez Lawan                            |
| 8  | PO   | Ammar Ahmed                            |
| 9  | NA   | Eero Markkanen                         |
| 10 | NA   | Ahmed Awad                             |
| 13 | PO   | Andrew Stadler                         |

| Nr | Poz. | Piłkarz                 |
| -- | ---- | ----------------------- |
| 15 | OB   | Alexander Ekblad        |
| 16 | OB   | Markus Thorbjörnsson    |
| 21 | OB   | Peshraw Azizi (kapitan) |
| 22 | NA   | Alibek Aliev            |
| 25 | OB   | Malkolm Moënza          |
| 27 | PO   | Adam Ståhl              |
| 30 | BR   | Leopold Wahlstedt       |
| 33 | OB   | Irfan Jašarević         |
| 54 | OB   | Simon Strand            |
| 93 | BR   | Stefan van der Lei      |
| 94 | PO   | Ferhad Ayaz             |